# جون بيكر (منافس ألعاب قوى)
جون بيكر (بالإنجليزية: John Baker)‏ هو منافس ألعاب قوى أمريكي، ولد في 29 يونيو 1944، وتوفي في 26 نوفمبر 1970 بسبب مرض سرطان.